# Lydiaturm
Der Lydiaturm ist ein 23 Meter hoher Aussichtsturm am Osthang des Veitskopfs nahe Wassenach im Landkreis Ahrweiler in Rheinland-Pfalz.
Einen ersten Aussichtsturm aus Holz eröffnete am 19. August 1896 die Ortsgruppe Brohltal des Eifelvereins, um eine Rundumsicht auf den Laacher See, das Brohltal bis hin zum Siebengebirge zu ermöglichen. Der Turm wurde von Adolf Dronke, dem Gründer des Eifelvereins Bad Bertrich, auf den Namen Lydia getauft, den Vornamen der Ehefrau des Gründers der Ortsgruppe Brohltal, Hans Andreae, die sich besonders für die Errichtung des Turms einsetzte. Dieser Turm stand östlich des heutigen Turms etwa 300 m vom Hotel Waldfrieden in Richtung Nickenich, bestand bis 1925 und musste dann wegen Baufälligkeit geschlossen werden.
Nachdem genügend Spenden gesammelt worden waren, erbaute man einen 16 Meter hohen Aussichtsturm aus Lavastein, der am 10. Juli 1927 eröffnet werden konnte. Im Zweiten Weltkrieg diente der Turm sowohl deutschen als auch alliierten Truppen der Aufklärung und wurde dabei teilweise erheblich beschädigt. Eine Erhöhung des Turms um 7 Meter mittels eines Holzaufsatzes wurde 1986 notwendig, da die umliegenden Bäume inzwischen hoch gewachsen waren und den steinernen Turm überragten.

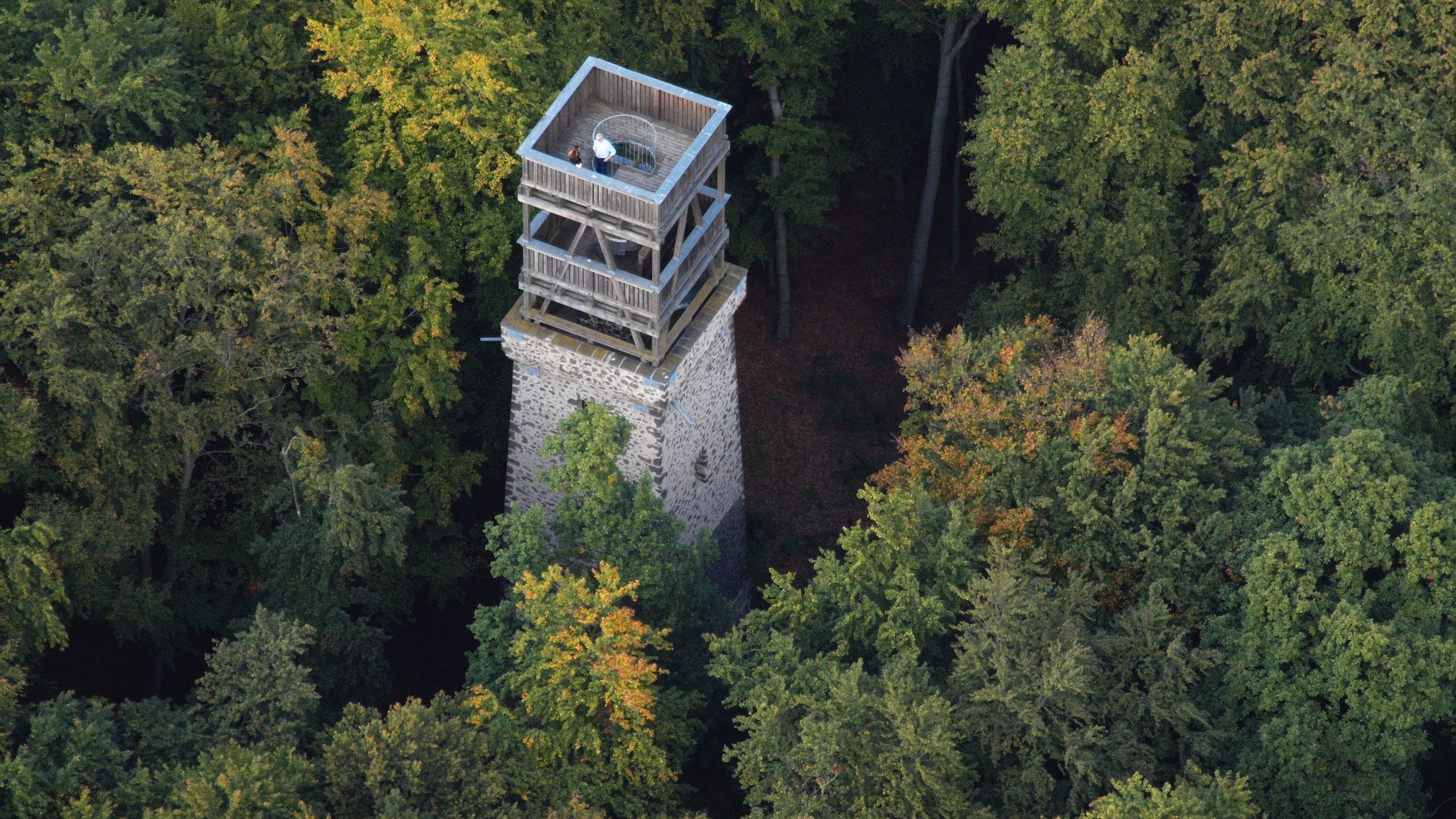
Lydiaturm, Luftaufnahme (2014)
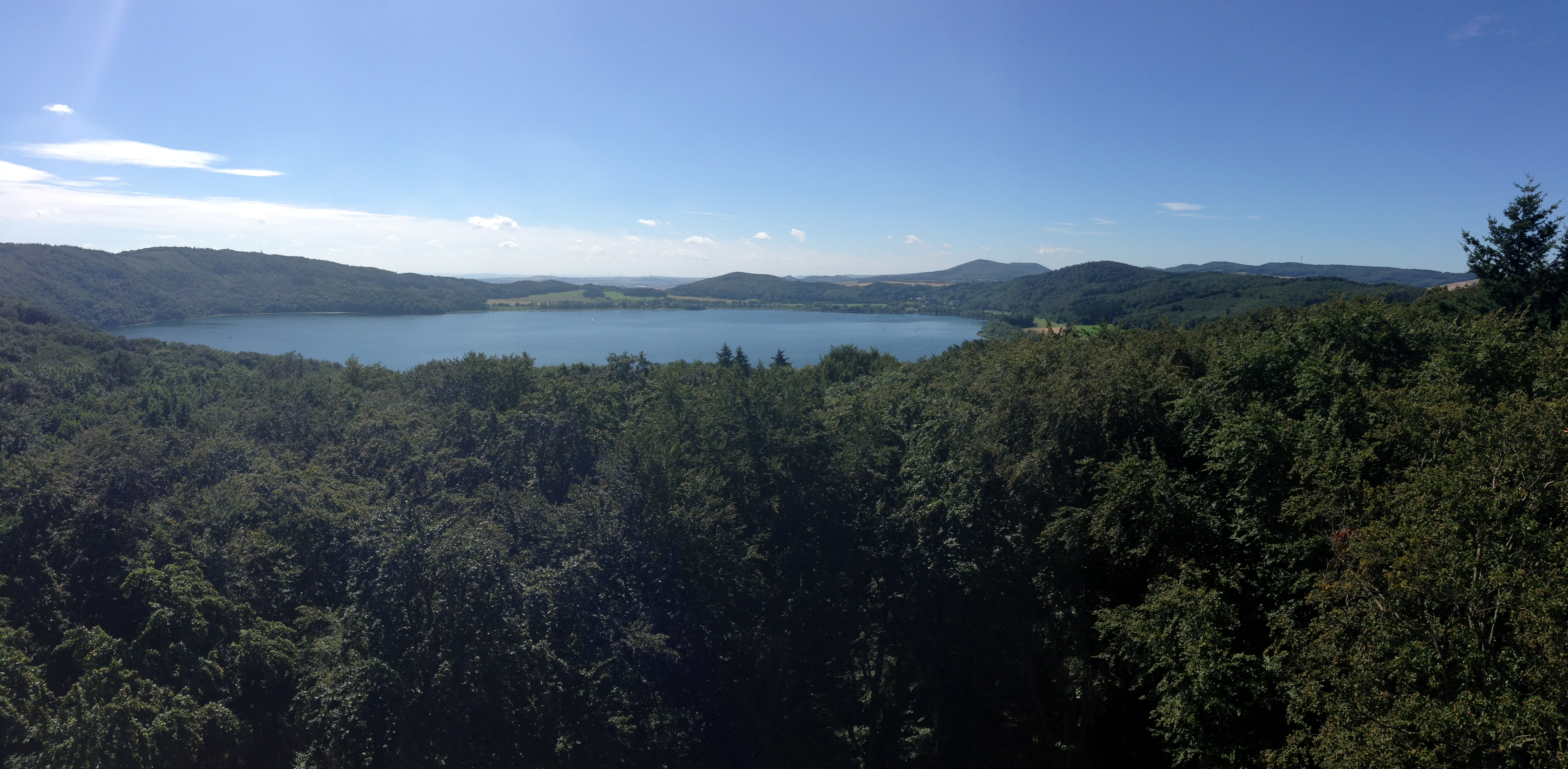
Aussicht vom Lydiaturm auf den Laacher See (2016)